# Maks Barišić
Maks Barišić, slovenski nogometaš, * 6. marec 1995, Koper.
Barišić je profesionalni nogometaš, ki igra na položaju vezista. Od leta 2025 je član ruskega kluba Rodina Moskva. Ped tem je igral za italijanske klube Catanio, Messino, Fidelis Andrio in Padovo ter slovenska Koper in Maribor. Skupno je v prvi slovenski ligi odigral več kot 90 tekem in dosegel več kot dvajset golov. S Koprom je leta 2022 osvojil slovenski pokal. Bil je tudi član slovenske reprezentance do 16, 17, 18 in 19 let.